# Schiraces mopsus
Schiraces mopsus là một loài bướm đêm trong họ Noctuidae.